# 劉六符
劉 六符（りゅう りくふ、生没年不詳）は、遼（契丹）の政治家。本貫は河間郡。

## 経歴
劉慎行の六男として生まれた。文章を得意とし、進士に及第した。重熙元年（1032年）、政事舎人に転じ、翰林学士に抜擢された。重熙3年（1034年）、耶律庶徴・耶律睦らとともに正月を祝う使者として北宋に赴いた。重熙7年（1038年）、参知政事となった。重熙11年（1042年）、北院宣徽使の蕭特末とともに北宋への使者に立ち、晋陽と瓦橋以南の10県の地を割譲するよう求めた。帰国すると漢人行宮副部署となった。北宋は10県の代わりに、歳幣を銀10万両と絹10十万疋増額することを申し出てきた。そこで耶律仁先（耶律瓌引の子）とともに再び北宋への使者に立ち、歳幣を「進貢」と呼ぶよう求めると、北宋はこれに難色を示した。劉六符は契丹軍の南進をほのめかして北宋を脅迫した。北宋の朝廷はやむなく契丹側の要求を呑み、歳幣を「貢」と称した。劉六符は帰国すると、同中書門下平章事の位を加えられた。北宋の歳貢がやってくると、劉六符は三司使となって接受にあたった。
劉六符は参知政事の杜防と険悪で、北宋からの賄賂を受け取ったと杜防に告発され、重熙12年（1043年）に長寧軍節度使として出向させられた。まもなく三司使として召還された。
重熙24年（1055年）、道宗が即位して大冊礼を挙行するにあたり、北院枢密使の蕭革は「大礼を行うには広い土地を選ぶ必要があり、黄川で行うべきだ」と主張した。対して劉六符は「礼儀は国の大体であり、帝王の楽は野で奏するものではない。要所である中京大定府で行うべきである」と主張した。道宗は劉六符の意見に従った。劉六符はほどなく病没した。

## 伝記資料
- 『遼史』巻86 列伝第16